# Michelangelo Tentori
Michelangelo Tentori (Canzo, 4 novembre 1991) è un ex sciatore alpino italiano.

## Biografia
Originario di Canzo e attivo in gare FIS dal dicembre del 2006, in Coppa Europa Tentori ha esordito l'11 febbraio 2011 a Monte Pora in slalom gigante (43º), ha ottenuto il suo miglior piazzamento il 10 dicembre 2015 a Sölden in supergigante (13º) e ha disputato la sua ultima gara il 18 dicembre 2018, lo slalom gigante di Andalo/Paganella che non ha completato.
Non ha debuttato in Coppa del Mondo né preso parte a rassegne olimpiche o iridate e si è ritirato al termine della stagione 2018-2019; la sua ultima gara in carriera è stata uno slalom gigante disputato a Val-d'Isère il 19 aprile, chiuso da Tentori al 2º posto.

## Palmarès

### Coppa Europa
- Miglior piazzamento in classifica generale: 102º nel 2016

### Campionati italiani
- 2 medaglie:
  - 1 oro (combinata nel 2015)
  - 1 bronzo (slalom gigante nel 2018)